# Ossido nitroso reduttasi
La ossido nitroso reduttasi è un enzima appartenente alla classe delle ossidoreduttasi, che catalizza la seguente reazione:
azoto + H2O + accettore ⇄ ossido di diazoto + accettore ridotto
L'enzima contiene rame. I viologeni ridotti o il blu di metilene possono agire da donatori per la riduzione dell'ossido di diazoto.